# 丹尼·白蘭特
丹尼·白蘭特（Danny Blind，1961年8月1日—）是一名已退役荷蘭足球運動員及現任足球領隊。他是荷蘭足球員戴利·白蘭特的父親。
2012年，任荷蘭國家足球隊助教。2015年8月1日，接替希汀克出任荷蘭國家足球隊主教練。荷蘭國家隊最終在2016年歐洲國家盃外圍賽出局。2017年3月26日，因荷蘭在世界盃外圍賽跌至A組第4位被荷蘭足總解僱。

## 榮譽

### 阿積士
球員
- 荷蘭甲組足球聯賽： 1989–90， 1993–94， 1994–95， 1995–96， 1997–98
- 荷蘭盃： 1987， 1993， 1998， 1999
- 告魯夫盾： 1993， 1994， 1995
- 歐洲聯賽冠軍盃： 1995
- 歐洲盃賽冠軍盃： 1987
- 歐洲足協盃： 1992
- 歐洲超級盃： 1995
- 洲際盃： 1995

教練
- 荷蘭盃： 2006
- 告魯夫盾： 2005

### 個人
- 荷蘭金靴獎： 1995， 1996[6]
- 歐洲體育雜誌年度最佳陣容： 1994–95， 1995–96
- 洲際盃 MVP： 1995[7]